# Varšavské vojvodství (1975–1998)

Mapa vojvodství

Varšavské vojvodství bylo vojvodství v Polsku existující v letech 1975–1998. Poté bylo nahrazeno Mazovským vojvodstvím. Hlavním městem vojvodství byla Varšava.
Od 1.1.1999 je území varšavského vojvodství včleněno do Mazovského vojvodství. V roce 1998 zde žilo 2 419 800 osob, rozloha vojvodství byla 3 788 km². Používané poznávací značky automobilů byly WA, WS, WI, WU, WG, WF, WX, WZ, WM, WT, WP, WV, WFI, WSJ, WFM. 

## Vojvodové
- Jerzy Majewski 1975–1982
- Mieczysław Dębicki 1982–1986
- Jerzy Bolesławski 1986–1990
- Stanisław Wyganowski 1990
- Adam Langer 1990
- Bohdan Jastrzębski 1990–1997
- Maciej Gielecki 1997-1998

## Největší města
(počet obyvatel ke dni 31.12.1998)
- Warszawa – 1 618 468
- Pruszków – 50 336
- Legionowo – 47 992
- Otwock – 39 361
- Wołomin – 34 623
- Nowy Dwór Mazowiecki – 27 381
- Piaseczno – 26 399
- Grodzisk Mazowiecki – 25 412
- Piastów – 20 767
- Sulejówek – 17 597
- Ząbki – 16 876
- Konstancin-Jeziorna – 16 841
- Marki – 16 798
- Kobyłka – 16 270
- Zielonka – 15 695
- Józefów – 14 765
- Milanówek – 14 730
- Łomianki – 13 633
- Błonie – 12 340
- Góra Kalwaria – 11 114
- Brwinów – 11 104
- Karczew – 10 404

## Počet obyvatel v letech
| rok            | 1975      | 1980      | 1985      | 1990      | 1995      | 1998      |
| -------------- | --------- | --------- | --------- | --------- | --------- | --------- |
| Počet obyvatel | 2 154 700 | 2 319 100 | 2 412 200 | 2 421 600 | 2 416 000 | 2 419 800 |